# سیارک ۴۳۵۳
سیارک ۴۳۵۳ (به انگلیسی: 4353 Onizaki، نامگذاری:1989WK1) چهار هزار و سیصد و پنجاه و سومین سیارک کشف شده‌است که در ۲۵ نوامبر ۱۹۸۹ کشف شد.
قدر مطلق سیارک برابر ۱۲٫۴۰ است.